# Dingpoche-Kloster
| Tibetische Bezeichnung               |
| ------------------------------------ |
| Tibetische Schrift: སྡིངས་པོ་ཆེ          |
| Wylie-Transliteration: sdings po che |
| THDL-Transkription: Dingpoché        |
| Andere Schreibweisen: Dingboche      |
| Chinesische Bezeichnung              |
| Vereinfacht: 顶布钦寺                |
| Pinyin:Dǐngbùqīn sì                  |

Das Dingpoche-Kloster (tib.: sdings po che dgon pa) ist ein Kloster der Drugpa-Kagyü-Schule – einer der sogenannten „acht kleinen Schulen“ der Kagyü-Schultradition des tibetischen Buddhismus. Es liegt 15 Kilometer südlich von Chanang (Dranang) und 30 Kilometer südwestlich von Mindrölling auf dem Gebiet der Gemeinde Kyilru (chin. Jiru 吉汝乡) des Kreises Chanang (Dranang) von Shannan (Lhoka) des Autonomen Gebietes Tibet in der Volksrepublik China.
Das Kloster wurde 1567 von Rinchen Phüntshog (rin chen phun tshogs; 1529–1611), anderen Angaben zufolge von Rinchen Pelsang (rin chen dpal bzang), einem Schüler Pema Karpos, gegründet. Es war stark befestigt, wurde aber im 18. Jahrhundert von den Dsungaren zerstört, auch während der Kulturrevolution erlitt es Zerstörungen. In den 1980er Jahren wurde es wiederaufgebaut.
Es bestand anfangs nur aus einer Versammlungshalle. Unter dem 2. Abt Nyendrag Pelsang (snyan grags dpal bzang; 1613–1682) wurde es nach und nach vergrößert.
Inkarnationsreihen des Klosters sind (chin.) Juezhi 觉智活佛 und (chin.) Jiong 迥活佛.
Das Kloster steht auf der Liste der Denkmäler des Autonomen Gebiets Tibet.